# Wladimir Markelow (Eishockeyspieler)
Wladimir Alexandrowitsch Markelow (russisch Владимир Александрович Маркелов; * 31. August 1987 in Nowosibirsk, Russische SFSR) ist ein kasachisch-russischer Eishockeyspieler, der seit 2020 beim HK Aqtöbe in der kasachischen Eishockeyliga unter Vertrag steht.

## Karriere
Wladimir Markelow begann seine Karriere als Eishockeyspieler in seiner Heimatstadt in der Nachwuchsabteilung des HK Sibir Nowosibirsk, für dessen Profimannschaft er von 2006 bis 2008 in der Superliga auflief. Parallel trat er mit Nowosibirsks zweiter Mannschaft in der drittklassigen Perwaja Liga an. Als zur Saison 2008/09 die Kontinentale Hockey-Liga die Superliga als höchste russische Spielklasse ablöste, wurde auch der HK Sibir in die neue Liga aufgenommen und der Angreifer erzielte in zwei Spielzeiten 14 Tore und gab sieben Vorlagen. Zur Saison 2010/11 wechselte er zum HK Homel in die belarussische Extraliga.
Zur Saison 2011/12 kehrte Markelow zum HK Sibir Nowosibirsk in die KHL zurück, bestritt in dieser jedoch nur ein Spiel, ehe er an das Farmteam Sauralje Kurgan aus der Wysschaja Hockey-Liga abgegeben wurde. Im November 2011 schloss er sich schließlich erneut dem HK Homel aus der belarussischen Extraliga an.
Ab Februar 2016 wurde Markelow zunächst beim HK Arlan Kökschetau in der kasachischen Liga eingesetzt, zur folgenden Spielzeit kehrte er zu Barys zurück.

### International
Während seiner Zeit in Kasachstan nahm Markelow, der russischer Abstammung ist, auch die kasachische Staatsbürgerschaft an und ist seither für die kasachische Eishockeynationalmannschaft spielberechtigt. Er nahm für sein neues Heimatland erstmals an der Weltmeisterschaft 2016 in der Top-Division teil, konnte mit den Kasachen aber die Klasse nicht halten, so dass er mit seinem Team 2017 in der Division I ntrat. Zudem vertrat er Kasachstan bei der Olympiaqualifikation für die Winterspiele 2018 in Pyeongchang.

## KHL-Statistik
(Stand: Ende der Saison 2018/19)